# 蘇達涅斯
蘇達涅斯是玻利維亞的城鎮，位於該國南部，由丘基薩卡省負責管轄，距離首府蘇克雷112公里，海拔高度2,472米，每年平均降雨量600毫米，2010年人口2,581。
19°07′S 64°42′W / 19.117°S 64.700°W